# Nephele bipartita
Nephele bipartita is een vlinder uit de familie van de pijlstaarten (Sphingidae). De wetenschappelijke naam van de soort werd in 1878 gepubliceerd door Arthur Gardiner Butler.